# Sarcocephalus
Sarcocephalus es un género con 48 especies de plantas con flores perteneciente a la familia Rubiaceae.

## Especies seleccionadas
- Sarcocephalus annamensis
- Sarcocephalus badi
- Sarcocephalus bartlingii
- Sarcocephalus bartlirgii
- Sarcocephalus buruensis
- Sarcocephalus cadamba
- Sarcocephalus coadunatus[2]

## Sinonimia
- Cephalina